# Айтпаева, Сауле Муханбедиановна
Сауле Муханбедиановна Айтпаева (каз. Сәуле Мұханбедианқызы Айтбаева, род. 22 мая 1960 года, село Жаксы, Жаксынский район, Тургайская область, Казахская ССР) — казахстанский государственный деятель, первая казахская женщина-генерал (классный чин государственного советника третьего класса). Депутат Сената Парламента Республики Казахстан (2017—2022 годы). Уполномоченный по правам ребёнка (2018—2019).

## Биография
В 1983 году окончила Свердловский юридический институт им. А. А. Руденко по специальности «правоведение».
1977 год — заведующая канцелярией Жаксынской районной прокуратуры Тургайской области.
1978 год — машинистка Жаксынского райкома комсомола Тургайской области.
С 1983 по 1984 годы — стажёр, следователь прокуратуры Ленинского района Целиноградской областной прокуратуры.
С 1985 по 1988 годы — прокурор отдела по надзору за следствием и дознанием в органах внутренних дел прокуратуры Акмолинской области.
С 1988 по 1992 годы — помощник прокурора по кадрам прокуратуры Акмолинской области.
С 1992 по 1996 годы — прокурор организационно-аналитического отдела прокуратуры Акмолинской области.
С 1996 по 1998 годы — старший помощник по организационно-инспекторской работе Целинной транспортной прокуратуры, начальник отдела разработки и внедрения первичных учетных документов, форм отчетности и методологии ЦПСиИ при ГП РК, заместитель начальника Ц(Д)ПСиИ -начальник управления статистики в городе Астане.
С 1999 по 2001 годы — заместитель начальника Ц(Д)ПСиИ — начальник управления формирования статистики Ц(Д)ПСиИ Прокуратуры Ленинского района и Акмолинской области.
С 2001 по 2003 годы — заместитель начальника Центра правовой статистики и информации при Генеральной прокуратуре Республики Казахстан.
С 2003 по 2005 годы — заместитель председателя комитета по правовой статистике и специальным учетам Генеральной прокуратуры Республики Казахстан.
С 2005 по 2012 годы — первый заместитель председателя комитета по правовой статистике и специальным учетам Генеральной прокуратуры Республики Казахстан.
С 2006 года — член национальной комиссии по делам женщин и семейно-демографической политике при президенте Республики Казахстан.
С 2012 по 2017 годы — председатель комитета по правовой статистике и специальным учетам Генеральной прокуратуры Республики Казахстан.
С 13 июля 2017 года по 13 января 2022 года — депутат сената парламента Республики Казахстан, назначена указом президента Республики Казахстан. С сентября 2017 года — член комитета по конституционному законодательству, судебной системе и правоохранительным органам.
С июня 2018 года по июль 2019 года — уполномоченный по правам ребёнка в Республике Казахстан.

## Награды и звания
- Орден «Данк» 2 степени (15 декабря 2014)[6]
- Медаль «За трудовое отличие» (2005)
- Медаль «10 лет Астане» (2008)
- Медаль «20 лет независимости Республики Казахстан» (2011)
- Медаль «20 лет прокуратуре Республики Казахстан» (2011)
- Почётный работник прокуратуры Республик Казахстан (2001)
- Государственный советник юстиции 3 класса (6 мая 2013)
- Генерал (2013)[7]
- Почётный гражданин Акмолинской области (21 июля 2016)[8]
- Медаль «За безупречную службу в прокуратуре» 1-й степени
- Почётная грамота Совета МПА СНГ (18 апреля 2019, Межпарламентская ассамблея СНГ) — за активное участие в деятельности Межпарламентской Ассамблеи и её органов, вклад в укрепление дружбы между народами государств — участников Содружества Независимых Государств[9]